# Lac Tahoma
Le lac Tahoma est un lac privé des montagnes Bleues, dans le comté de McDowell à l'ouest de la Caroline du Nord (États-Unis).
Il alimente les eaux du Buck Creek, un affluent de la Catawba, et est situé à environ 8 km de la ville de Marion. Il y est interdit de faire du bateau et du jet-ski.